# 羅港威
羅港威（Lo Kong Wai，1992年6月19日—），生於香港，香港足球運動員，司職左中場，是香港球壇少有左右腳皆熟練本地球員，現時效力香港超級足球聯賽球隊北區。

## 球會生涯
羅港威生於香港，自小開始苦練左腳，在小學3年級全因啟蒙老師鼓勵下加入足球隊，認識同齡隊友梁冠聰，再輾轉到香港青年軍，師承李志堅門下，其後隨李志堅教練從香港丙組聯賽球會深水埗出道，雖然隨「堅家軍」橫掃各級青年軍錦標，但在首兩季的職業球員路也是在後備席苦等出頭天，於2010/11球季協助深水埗取得升上甲組聯賽資格，他中學就讀於中華基督教會譚李麗芬紀念中學。
在2011年10月29日，19歲的羅港威對傳統班霸南華的高級組銀牌8強首回合一戰成名，跟隨深水埗征戰不足2個月的他，在上半場補時取得首個甲組入球，助球隊以1–1逼和南華，亦是深水埗升班後首場不敗賽事，他於2012年7月跟隨大部分深水埗球員轉投橫濱FC香港。
2013年6月28日，羅港威以借用形式加盟南華但未有透露轉會費，加盟後首季，幸好時任南華教練楊正光樂於重用本地球員，加上有一班前輩指點令羅港威進步甚大，他於2013年9月28日以2–0擊敗晨曦的聯賽，取得加盟後的首個入球，再在2014年4月22日以4–0擊敗馬來西亞球會吉蘭丹的亞協盃分組賽，取得首個亞協盃入球，
羅港威在2014/15球季在南華的表現大有進步，不論在本地聯賽或亞協盃都交出不少助攻和入球，一度吸引中甲球會的垂青並邀請他加盟，季後羅港威因借用約滿後未能續借，而南華即使提出轉會費亦未能成事。2015年7月，羅港威加盟香港超級聯賽球會香港飛馬，不過上陣機會不多，於2016年2月3日以6–1擊敗灣仔的足總盃首圈，取得加盟後的首個入球，季尾羅港威協助香港飛馬4日內連奪足總盃冠軍及菁英盃冠軍，
在2016年8月3日，南華於社交網站宣佈羅港威正式回歸，於2016年10月2日對東方龍獅的聯賽，後備上陣並於補時6分鐘，取得回歸後的首個入球逼和2–2。2017年6月，南華宣佈經重新檢視球隊近年發展後，決定來屆退出港超聯轉戰甲組聯賽，培育青年球員，而羅港威將於2017/18球季離隊轉投東方龍獅，並即在9月24日對傑志的社區盃決賽，取得加盟後的首個入球，惟最終球隊以1–2不敵傑志。
2018／19年球季，羅港威加盟香港超級聯賽球會富力R&F。
2020年7月，富力R&F宣布羅港威離隊。他於2020－21球季加盟甲組球會深水埗。效力一季後隨隊重返港超聯。
2023／24年球季，羅港威加盟新升班的香港超級聯賽球會北區。

## 國際賽生涯
2015年6月6日，羅港威於香港作客以0–0賽和馬來西亞國家隊的國際A級友誼賽，在67分鐘入替陳文輝，首次代表香港隊上陣，於2015年11月入選香港B隊出戰港澳埠際賽及第38屆省港盃，最終捧走第71屆港澳埠際賽冠軍，但在省港盃則兩回合計以4–5落敗。2016年10月8日，羅港威代表香港B隊作客澳門的第72屆港澳埠際賽，梅開二度，協助香港以3–0勝出，賽後獲香港隊主教練金判坤點名盛讚眼前一亮，並有力越級出戰東亞盃外圍賽。

## 國際賽事紀錄
- 僅列出國際A級比賽

| 上陣次數 | 時間          | 地點                  | 對手     | 比數 | 賽事性質   | 入球(累計) |
| -------- | ------------- | --------------------- | -------- | ---- | ---------- | ---------- |
| 1        | 2015年6月6日  | 馬來西亞 莎阿南體育場 | 马来西亚 | 0–0  | 國際友誼賽 | 0 (0)      |
| 2        | 2017年3月23日 | 約旦 安曼國際體育場   | 约旦     | 0–4  | 國際友誼賽 | 0 (0)      |
| 3        | 2017年6月7日  | 香港 旺角大球場       | 约旦     | 0–0  | 國際友誼賽 | 0 (0)      |
| 4        | 2017年8月31日 | 新加坡 惹蘭勿剎體育場 | 新加坡   | 1–1  | 國際友誼賽 | 0 (0)      |
| 5        | 2017年10月5日 | 香港 旺角大球場       |          | 4–0  | 國際友誼賽 | 0 (0)      |
| 6        | 2017年11月9日 | 香港 旺角大球場       | 巴林     | 0–2  | 國際友誼賽 | 0 (0)      |

## 榮譽
南華
- 香港高級組銀牌冠軍（2013–14季度）

香港飛馬
- 香港足總盃冠軍（2015–16季度）
- 香港菁英盃冠軍（2015–16季度）

香港代表隊
- 省港盃冠軍（2013、2018年）
- 港澳埠際賽冠軍（2012、2013、2014、2015、2016年）

## 外部連結
- 香港足球總會網站球員資料 （页面存档备份，存于）